# 沂河
沂河（「沂」）古称沂水。屬淮河流域沂沭泗河水系中的较大河流，发源于山东省淄博市沂源县鲁山，注入江蘇省宿遷市骆马湖，全長333公里。
沂河的源頭是發源於山东省淄博市沂源县鲁山山區的大张庄河，田庄水库以下称沂河，向北流过沂源县城区后折向南流，经临沂市沂水、沂南、河东、兰山、罗庄、郯城、兰陵、江苏省徐州市邳州、新沂，入宿遷市骆马湖。全長333公里，其中山東省境内287.5公里，江蘇省境内45.5公里。